# 福田赳夫
福田 赳夫（ふくだ たけお、1905年〈明治38年〉1月14日 - 1995年〈平成7年〉7月5日）は、日本の政治家、大蔵官僚。位階は正二位。勲等は大勲位。
大蔵省主計局長、衆議院議員（14期）、農林大臣（第2次岸改造内閣）、大蔵大臣（第1次佐藤第1次改造内閣・第1次佐藤第2次内閣・第2次佐藤第2次改造内閣・第3次佐藤内閣・第2次田中角栄第1次改造内閣）、外務大臣（第3次佐藤改造内閣）、行政管理庁長官（第2次田中角栄内閣）、経済企画庁長官（三木内閣）、自由民主党総裁（第8代）、内閣総理大臣（福田赳夫内閣）を歴任した。

## 生涯

### 生い立ち
群馬県群馬郡金古町大字足門（現・高崎市足門町）に父・福田善治（元金古町長）の二男として生まれた。日露戦争において日本軍が旅順入城をした翌日に生まれたため、「赳夫」（「赳」という字は強い・勇ましいなどという意味を持つ）と命名された。
金古町立金古小学校（現・高崎市立金古小学校）卒業後、群馬県高崎中学校（現・群馬県立高崎高等学校）に入学。同校を首席で卒業し、第一高等学校文科丙類仏法科に入学。2年生のときに野球部のマネージャーに推された。1926年（大正15年）、東京帝国大学法学部法律学科仏法科進学。
東大生時代には上杉慎吉から自身の後継者として大学に残るように言われていた（岸信介も同様である）。

### 官僚時代
高等文官試験行政科首席合格。東大卒業後、大蔵省入省。大臣官房文書課配属。
大蔵省入省から1年を経ずに、財務官付の役職でロンドンの在英日本大使館に派遣された。当時の上司に当たる財務官は津島寿一である。3年半のイギリスでの勤務の後、帰国。戦時中は中華民国汪兆銘政権の財政顧問を務めるなどした。その後は大蔵省の主計局で順調に出世して局長にまで登り詰めたが、1948年（昭和23年）の政府関係者に対する贈収賄が問題になった昭電疑獄の際に、当時大蔵省主計局長で次官を目前にしていた福田は収賄罪容疑で逮捕される。1950年（昭和25年）夏ごろ、次期衆院選出馬の決意をする。無罪になったが、同年11月に大蔵省を退官した。

### 国会議員へ
1952年（昭和27年）10月の第25回衆議院議員総選挙に群馬三区から無所属で立候補し初当選した。国会では無所属議員18人で院内会派「無所属倶楽部」をつくった。野田卯一・池田勇人と共に「大蔵省の3田」と呼ばれる。当時は大蔵省出身の国会議員が衆参合わせて24人いた。無所属の福田を除く23人は全て吉田茂・池田勇人の自由党所属だったが、福田は自らこれを「栄えある一議席」と呼んだ。
1953年（昭和28年）12月、自由党に入党した。やがて岸信介に仕える。1958年（昭和33年）には当選4回ながら自由民主党政調会長就任。
1959年（昭和34年）1月から自民党幹事長を、6月からは農林大臣を務める。
1960年（昭和35年）12月、大蔵省の先輩である池田勇人の政権下で、政調会長に就任するが、「高度経済成長政策は両3年内に破綻を来す」と池田の政策を批判、岸派の分裂を受ける形で坊秀男・田中龍夫・一万田尚登・倉石忠雄ら福田シンパを糾合し、「党風刷新連盟」を結成し、派閥解消を提唱するなど反主流の立場で池田に対抗した。これが後に福田派（清和政策研究会）に発展する。池田から政調会長をクビにされ、福田及び同調者は池田内閣の続いている間、完全に干し上げられ長い冷飯時代を味わう。
佐藤栄作政権下では大蔵大臣・党幹事長・外務大臣と厚遇され、福田の後見人である岸からの強い支持もあって、岸・佐藤兄弟の後継者として大いにアピールできたものの、この時から“ポスト佐藤”を巡る田中角栄との熾烈な闘争（角福戦争）が始まる。日本列島改造論を掲げ、積極財政による高度経済成長路線の拡大を訴える田中に対して、福田は均衡財政志向の安定経済成長論を唱える。また中華民国（台湾）と断交してでも中華人民共和国との日中国交回復を急ぐ田中に対して外務大臣時代にアルバニア決議に反対して「二重代表制決議案」と「重要問題決議案」をアメリカ合衆国などと共同提案したように台湾とのバランスに配慮した慎重路線を打ち出す。佐藤は任期中の国交回復と北京訪問を目指して密使を送り込み、中華人民共和国と中華民国との間で連絡を取っており、総理の座を譲ろうとしていた福田を中華人民共和国側関係者に引き合わせていた。これらの自民党右派のスタンスは岸派以来の伝統で、福田派の後継派閥である清和政策研究会出身の総理である森喜朗・小泉純一郎・安倍晋三・福田康夫らに引き継がれている。
1972年（昭和47年）7月、「われ日本の柱とならん」を掛け声に佐藤後継の本命として保利茂・松野頼三・園田直・藤尾正行ら他派の親福田議員を結集して総裁選に出馬する。決選投票（田中282票、福田190票）で田中角栄に敗れるが、「やがては日本が福田赳夫を必要とする時が来る」と強気の発言を残した。また、この際福田に肩入れをしていた当時の金融界のフィクサーであった大橋薫は、生前「自分が病気で入院していたために福田が負けた」と漏らしている。
発足した田中内閣においては無役となったが、同年12月の総選挙で自民党が改選前議席を割り込むと田中が挙党一致を求める形で第2次田中角栄内閣に行政管理庁長官として入閣。翌1973年（昭和48年）11月の内閣改造では、田中の列島改造論とオイルショックによる経済の混乱の収束を求められ、急逝した愛知揆一の後任として大蔵大臣に就任し、総需要抑制などのインフレ抑制策を発動した（1974年7月の参議院選挙後に閣僚辞任）。1974年（昭和49年）12月に発足した三木内閣でも副総理・経済企画庁長官として入閣し、経済政策の陣頭に立ったが、ロッキード事件への対応を巡って党内で三木おろしが決定的になった1976年（昭和51年）11月に閣僚辞任している。

### 内閣総理大臣

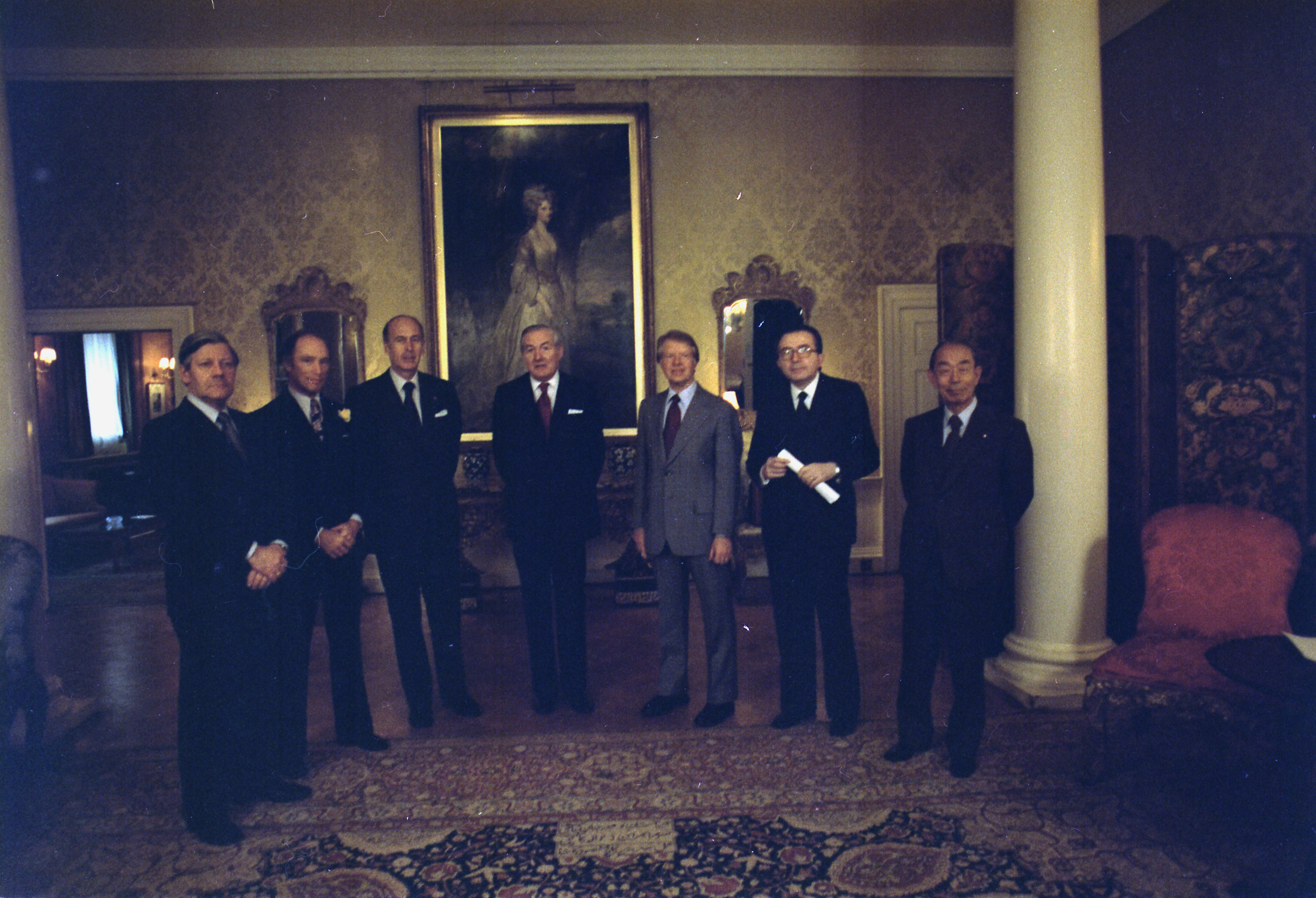
1977年5月8日、第3回先進国首脳会議参加首脳と共に（右から1人目）

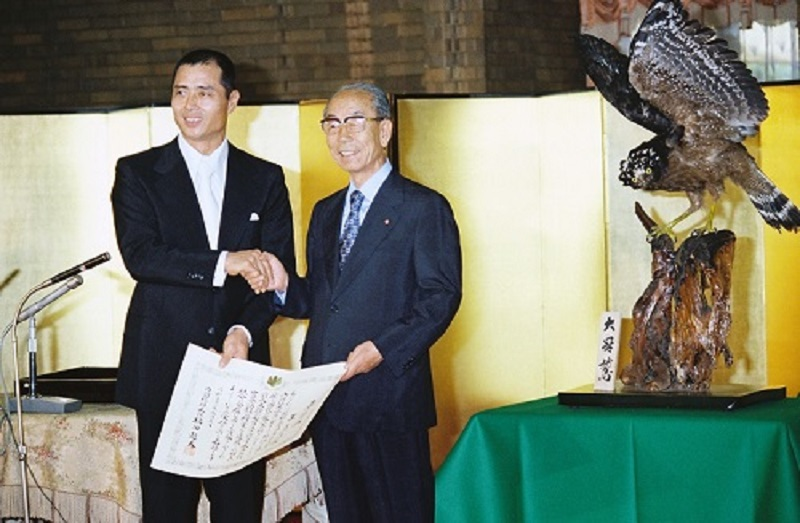
1977年9月5日、国民栄誉賞授与式にて王貞治と（右）

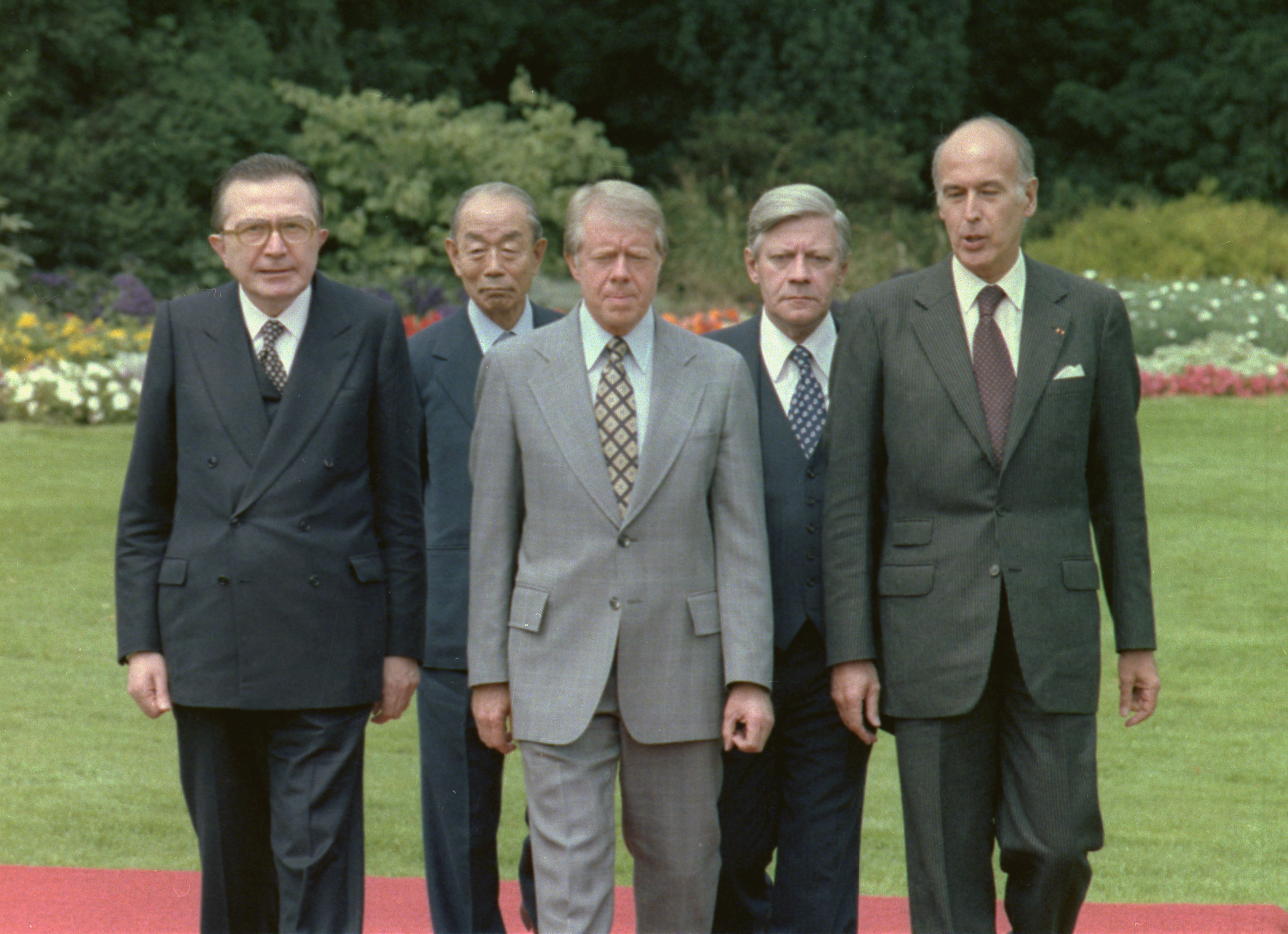
1978年6月16日、第4回先進国首脳会議参加首脳と共に（左から2人目）

1976年（昭和51年）、総裁選で他の立候補者がなかったため、両院議員総会での話し合いにより総裁に選出され、過半数をわずかに一票上回る得票で首班指名され、三木武夫の後任として念願の政権（福田内閣）を樹立。71歳という高齢を心配する周囲からの声に対し、自らの生年に因み「明治三十八歳」と言って若さをアピールした。また、外交問題の解決をはじめ実務型の内閣であったことから、内閣を「働こう内閣」と表現。また、前内閣で政治改革は進む一方で外交や経済の案件が遅れていたことから、総理大臣をもじって「掃除大臣」と自称した。
党内抗争（三木おろし）において、大平正芳との間に「2年で政権を譲る」と大福密約によって総理の座を得たということや、新鮮味に欠けるだけでなく自民党内でも右派の立場であったため、左派層に支持を広げにくいなどの理由から、就任当初の支持率は低かった。大平を幹事長に据えて大平派との連携により政局の安定を図ったが、国会が与野党伯仲状態である上に党をライバルに抑えられ、苦しい船出となった。
1977年（昭和52年）7月、第11回参議院議員通常選挙で自民党は改選議席を上回る議席を確保。同年夏、新たに党友組織自由国民会議創設に当たり党国民運動本部長中川一郎を通じて保守派の論客として知られる作曲家・黛敏郎に初代代表就任を要請し受諾を得る。またこのころ、王貞治を表彰する必要性から国民栄誉賞を創設した。
同年9月に起きたダッカ日航機ハイジャック事件では「人命は地球より重い」として犯人側の人質解放の条件を呑み、身代金の支払い及び超法規的措置として6人の刑事被告人や囚人の引き渡しを行ったことで、テロリストの脅迫に屈したと批判を浴びることとなった。全方位外交を掲げ、中国へのODA開始や積極的な東南アジアへの開発援助を行うなど、アジア外交を重視した。その姿勢はアジア開発銀行の設立やフィリピンのマニラで発表された福田ドクトリンへと結実することとなった。
国家プロジェクトでありながらも、1971年の代執行以来、三里塚闘争などによりほとんど進展がなかった成田空港問題について、「あらゆる困難を乗り越え開港を実現せよ」と指示。東山事件・芝山町長宅前臨時派出所襲撃事件や成田空港管制塔占拠事件で犠牲者を出しつつも、1978年（昭和53年）5月20日の新東京国際空港（現・成田国際空港）開港にこぎつけた。
総合景気対策や15カ月予算の編成などが功を奏して、同年4月－6月期及び7月-9月期には年換算7％の経済成長を達成した。8月、元号法制化実現国民会議（現・日本会議）に元号法の制定を明言し、素案を出すよう指示。
同年10月23日、鄧小平副総理を日本に迎え、「日中平和友好条約」に調印。
こうして着実に実績を上げる中で、内閣支持率は徐々に持ち直し、福田は政権運営に自信を深め、続投の意欲を見せるようになる。派閥解消を目指して党員・党友投票による自民党総裁予備選挙を導入したが、大福密約の総理総裁2年任期後の大平への政権禅譲を拒否し、「世界が福田を求めている」として1978年11月の自民党総裁選挙に再選をかけて立候補。密約を反故にされた形の大平との一騎打ちとなった。この総裁選では現実には大平正芳候補を支持する田中派が大掛かりな集票作戦を展開する一方で、福田派は派閥解消を主唱する建前や事前調査における圧倒的優勢の結果に油断し、動きが鈍く、当初の下馬評が覆され、福田は大平に大差で敗北した。福田は「予備選で負けた者は国会議員による本選挙出馬を辞退するべき」とかねて発言していたため、本選挙出馬断念に追い込まれることになる。自民党史上、現職が総裁選に敗れたのは、福田赳夫ただ一人である（任期切れ時に形勢悪化などで出馬断念に追い込まれた現職総裁の例としては鈴木善幸、河野洋平、谷垣禎一、菅義偉、岸田文雄がいる）。記者会見で「民の声は天の声というが、天の声にも変な声もたまにはあるな、と、こう思いますね。まあいいでしょう! きょうは敗軍の将、兵を語らずでいきますから。へい、へい、へい」（1993年12月31日放送TBSテレビ「自民党戦国史」の映像より）の言を残して総理総裁を退く。

### 内閣総理大臣退任後
福田および福田派の大勢は「田中に金権選挙でしてやられた」という意識をもち、大平政権下では反主流派のリーダー格となった。1979年（昭和54年）の衆院選で自民党が議席を減らすと大平の引責を要求し、首班指名では反主流派からの投票を受ける（四十日抗争）。その後も党内抗争は続き、反主流派は大平が退陣しなければ野党提出の内閣不信任決議採決を欠席すると脅しをかけたが、大平がほとんど譲歩しなかったことから反主流派も引っ込みがつかず、決議は可決されてしまう（ハプニング解散）。この採決の直前に福田は事態収拾に動き、福田派所属代議士に採決に出席し反対票を投じることを求めたが、逆に派内の強硬派に押し切られて福田も欠席することとなった。不信任決議が可決されてしまったことで、福田は党内からも自民党支持者からも突き上げを受けた。
鈴木政権の後継を巡る党内調整では、福田が内閣総理大臣を務めずに自民党総裁のみを務めるという案が浮上したが、成案にならず総裁選に突入した。このとき、福田派は福田でなく安倍晋太郎を総裁候補として擁立し、福田は総裁争いの第一線から退く形となった。
福田は一方で、世界の大統領・首相経験者らが世界の諸問題の解決へ向けた提言を行う場として「インターアクション・カウンシル（OBサミット）」を設立（1982年）するなど、「世直し改革」を訴え「昭和の黄門」を自認した。後に総理大臣になる森喜朗や小泉純一郎は彼の教えを受けた。
1984年（昭和59年）に二階堂擁立構想の頓挫があり、福田の発言力が低下した。この際に福田の教え子であった森や小泉らからも世代交代を主張する声が出たこともあり、中曽根政権の後継争い（ポスト中曽根）において安倍晋太郎を押し立てるため、1986年（昭和61年）に派閥を安倍に譲った。この件が元で中選挙区で安倍のライバルであった田中龍夫が引退を決意したとされている。
リクルート事件によって竹下内閣が総辞職した際のポスト竹下には、福田の暫定政権案が浮上した。当時政界の最高実力者であった金丸信が推し、中曽根派、宮沢派なども反対しなかったため、84歳の福田の再登板が実現しかかったが、安倍の反対や、長老からの起用への消極論などもあり立ち消えとなった。福田は「こんな重大な時局を担うには、ちょっと若すぎるんじゃないかなぁ」などと述べて意欲を見せていた。また安倍が死去した際には森らが福田を再度派閥の長にしようとする動きを起こしたが、それも福田は「私は高齢だから相応しくない」として辞退している。
1990年（平成2年）、第39回衆議院議員総選挙を機に政界引退。長男康夫が後継者となる。引退するまで連続14回当選。同じ選挙区である旧群馬3区では「上州戦争」と呼ばれるほど中曽根康弘と激しいトップ当選争いを繰り広げたが、三枝夫人の内助の功もあってほぼ毎回福田が圧勝。中曽根が首相在任時でも、福田の得票数の方が勝っていた（通算成績・福田の11勝3敗）。1995年（平成7年）、岩波書店から『回顧九十年』を刊行し、出版記念パーティーには元気な姿を見せたが、同年7月5日、東京都港区の東京女子医科大学附属青山病院で慢性肺気腫のため死去、90歳没。なお、葬儀は同年9月6日に内閣・自民党合同葬として執り行われた。墓所は高崎市徳昌寺。
なお、1990年1月20日に東久邇宮稔彦王が亡くなってから自身が死去するまでの間は、存命の最高齢の首相経験者となっていた他、1993年12月16日に田中角栄が死去した後は最古参の首相経験者でもあった。最古参の首相経験者と最高齢の首相経験者が同じ状態は、その後2019年11月29日に中曽根康弘が死去するまで25年11ヶ月続いた。

## 年譜

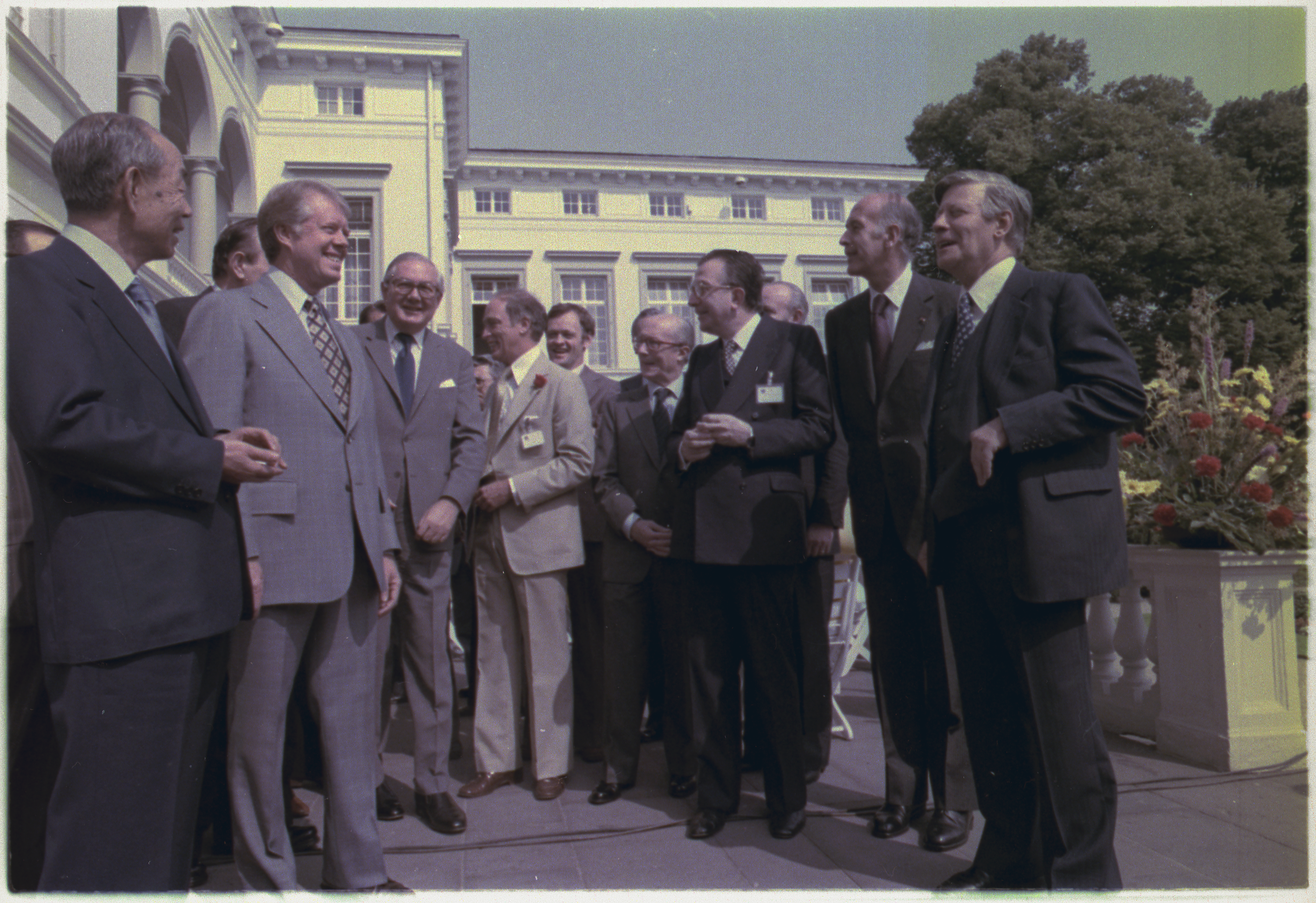
1978年6月16日、第4回先進国首脳会議参加首脳と共に（向かって1番左）

- 1929年（昭和4年）4月 - 大蔵省に入省。大臣官房文書課配属。
- 1942年（昭和17年）12月 - 大蔵省総務局文書課長。
- 1944年（昭和19年）
  - 2月
    - 大蔵省総務局文書課長 兼 大臣官房秘書課長。
    - 大蔵省総務局文書課長 兼 大臣官房秘書課長 兼 大蔵大臣秘書官。
- 1945年（昭和20年）
  - 5月 - 大蔵省大臣官房文書課長 兼 大臣官房秘書課長 兼 大蔵大臣秘書官。
  - 9月 - 大蔵省大臣官房長 兼 大臣官房秘書課長事務取扱 兼 大蔵大臣秘書官。
- 1946年（昭和21年）7月 - 大蔵省銀行局長。
- 1947年（昭和22年）9月 - 大蔵省主計局長。
- 1948年（昭和23年）9月 - 昭電疑獄との関連を疑われて逮捕される[注釈 8]。
- 1950年（昭和25年）11月 - 退官。
- 1952年（昭和27年）10月 - 無所属で立候補し衆議院議員に初当選。
- 1958年（昭和33年）
  - 6月 - 党政調会長。
  - 11月 - 昭電事件につき東京高裁が無罪判決（確定）。
- 1959年（昭和34年）
  - 1月 - 党幹事長。
  - 6月 - 農林大臣に就任。
- 1960年（昭和35年）12月 - 党政調会長。
- 1965年（昭和40年）6月 - 大蔵大臣に就任。
- 1966年（昭和41年）12月 - 党幹事長（二度目）。
- 1968年（昭和43年）11月 - 大蔵大臣に就任。
- 1971年（昭和46年）7月 - 外務大臣に就任。
- 1972年（昭和47年）7月 - 自民党総裁選挙で田中角栄に敗れる。
- 1973年（昭和48年）11月 - 大蔵大臣に就任。
- 1974年（昭和49年）12月 - 副総理・経済企画庁長官に就任。
- 1976年（昭和51年）12月 - 第67代内閣総理大臣に就任。
- 1978年（昭和53年）12月 - 内閣総理大臣を辞任。
- 1979年（昭和54年）1月 - 新派閥清和会旗揚げし赤坂プリンスホテルに事務局を置く。
- 1986年（昭和61年）7月 - 派閥を安倍晋太郎に譲り、福田派会長を辞任。
- 1990年（平成2年）2月 - 政界を引退。
- 1995年（平成7年）7月5日 - 慢性肺気腫のため死去、90歳没。

## 政見・政策

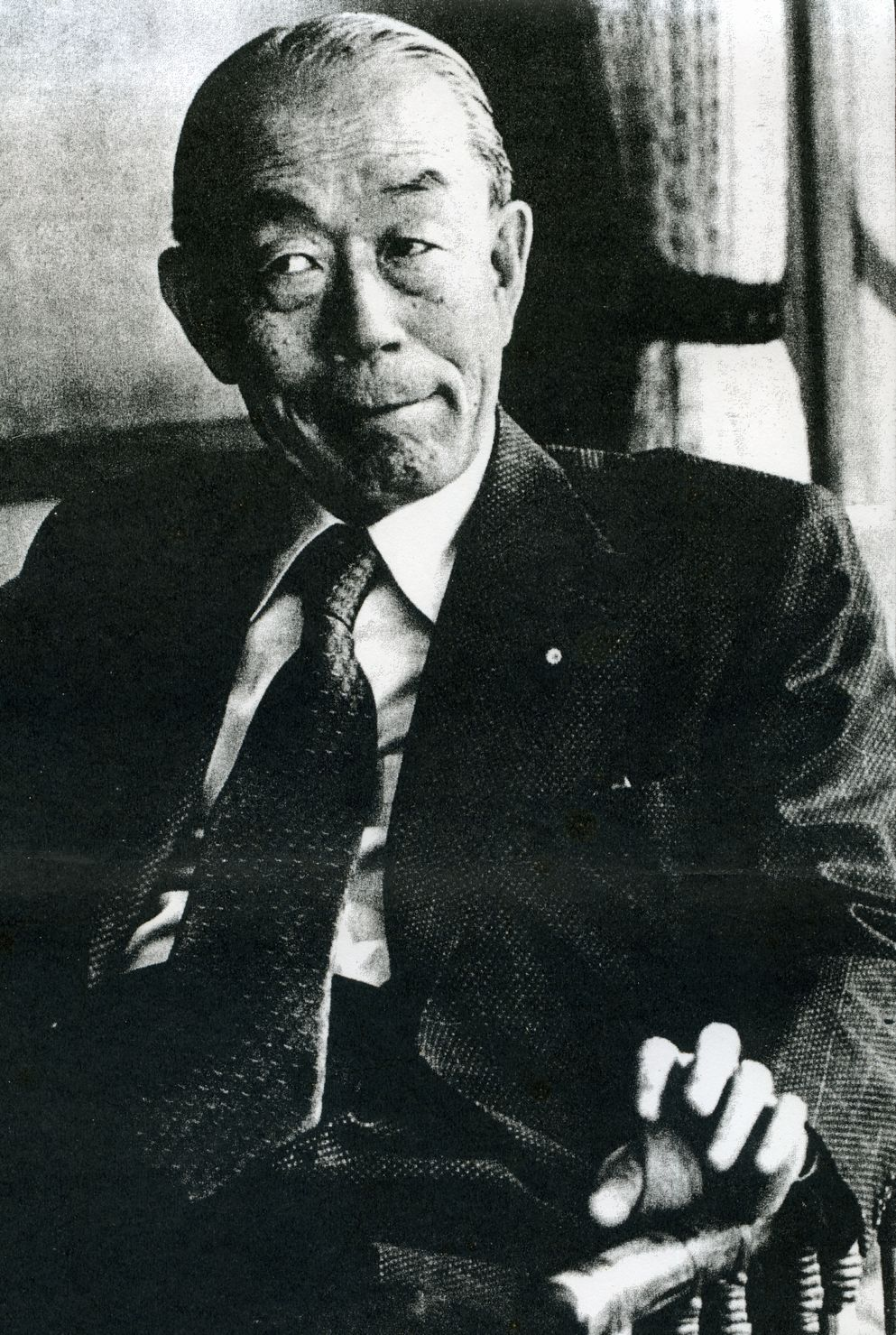
福田（1951年）

### 政治理念
- 「協調と連帯」
- 「政治は最高の道徳」

岸信介の直系であり、「自民党右派」と評されることが多い。

### 経済
- 均衡財政志向の安定経済成長論を主張。
- 国際的に、黒字過剰問題の解決のために、内需主導型の経済運営による輸入を拡大など、市場の開放に努めるべきとした[20]。
- 1965年（昭和40年）、大蔵大臣として、不況による税収不足への解決策として、日本において初めて国債（赤字国債、当時で2千億円）を発行する。

### 外交
- 外交理念として「全方位平和外交」を提唱。

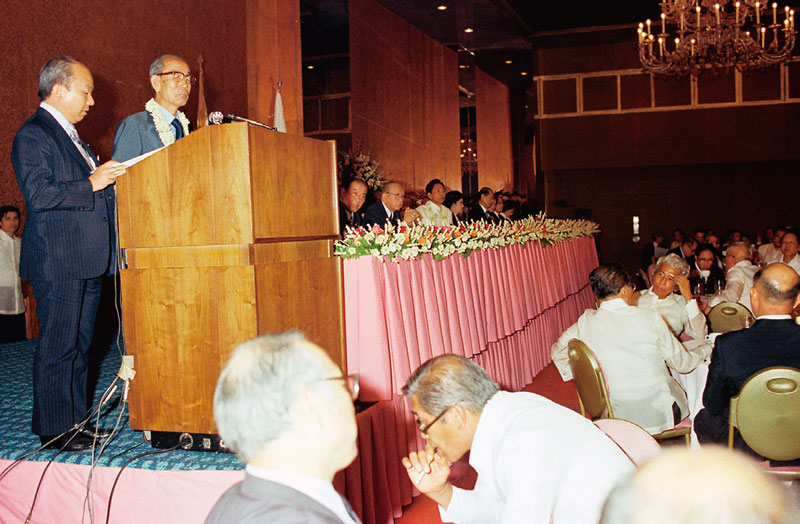
1977年8月、フィリピンのマニラで「福田ドクトリン」を表明する福田

- アジア諸国との連帯を目指し「福田ドクトリン」を提唱。
- 中華人民共和国との関係について、「お互いに内政に干渉しないことが一番大事であり、それが守られなければ、『日中平和友好条約』が名ばかりのもの（名存実亡）になってしまう」という旨の見解を述べた[21][22]。
- 日韓両国に隣接する大陸棚の北部の境界の画定や大陸棚の南部の共同開発を定めた「日韓大陸棚協定」を批准。

### 靖国参拝
- 1978年（昭和53年）の終戦の日に靖国神社を参拝。「内閣総理大臣」と記帳し、「私的参拝」であるとした[23]。以降、4回参拝。

### 語録
また造語・警句の名手として知られ、「狂乱物価」「昭和元禄」「視界ゼロ」「日々是反省」「福田内閣はさあ働こう内閣だ」「掃除大臣」など福田語録を残している。

## 評価

蔵相期の福田の経済政策を報じる毎日新聞（1965年11月18日夕刊）。

総理大臣としての在任期間は短かったが、長年に渡って保守政界の一方の雄として期待され続け、閣僚としても党幹部としても、そつなく仕事をこなした。60年代の高度成長期には水田三喜男と共に数度に渡って蔵相を務め、また70年代のオイルショック後の転換期には蔵相、副総理兼経企庁長官、総理として一貫して経済運営の中心にあった。「60年代〜70年代の経済危機はいずれも福田によって収拾された」という指摘もあり、とくに田中・三木内閣でオイルショック後の官民挙げた総需要抑制政策を指揮し、成功させたことは高く評価されている。
その後総理大臣に就任すると、内政面では与野党伯仲国会という環境に加えて党を政敵の大平に握られ、初の予算修正や減税を強いられるなど、均衡財政の信奉者であった福田にとって、不本意な政権運営を強いられることになった。むしろ総理としては外交における業績が顕著であり、1977年のいわゆる福田ドクトリンは、今日に至る日本の東南アジア外交の基軸となっている。また、日中平和友好条約の締結は、その後の日中経済協力の礎を築くことになった。こうして、1980年代以降の日本の外交路線、および東アジアの経済発展に多大な影響を及ぼしたとされる。

## 選挙
| 当落 | 選挙                   | 執行日         | 年齢 | 選挙区    | 政党       | 得票数     | 得票率 | 定数 | 得票順位 /候補者数 | 政党内比例順位 /政党当選者数 |
| ---- | ---------------------- | -------------- | ---- | --------- | ---------- | ---------- | ------ | ---- | ------------------ | ---------------------------- |
| 当   | 第25回衆議院議員総選挙 | 1952年10月01日 | 47   | 旧群馬3区 | 無所属     | 4万6531票  | 14.52% | 4    | 2/10               | /                            |
| 当   | 第26回衆議院議員総選挙 | 1953年04月19日 | 48   | 旧群馬3区 | 無所属     | 5万2665票  | 16.46% | 4    | 4/7                | /                            |
| 当   | 第27回衆議院議員総選挙 | 1955年02月27日 | 50   | 旧群馬3区 | 日本民主党 | 6万1090票  | 19.42% | 4    | 2/6                | /                            |
| 当   | 第28回衆議院議員総選挙 | 1958年05月22日 | 53   | 旧群馬3区 | 自由民主党 | 8万8027票  | 27.37% | 4    | 1/7                | /                            |
| 当   | 第29回衆議院議員総選挙 | 1960年11月20日 | 55   | 旧群馬3区 | 自由民主党 | 9万2099票  | 29.27% | 4    | 1/7                | /                            |
| 当   | 第30回衆議院議員総選挙 | 1963年11月21日 | 58   | 旧群馬3区 | 自由民主党 | 9万5378票  | 29.58% | 4    | 1/6                | /                            |
| 当   | 第31回衆議院議員総選挙 | 1967年01月29日 | 62   | 旧群馬3区 | 自由民主党 | 10万573票  | 29.68% | 4    | 1/6                | /                            |
| 当   | 第32回衆議院議員総選挙 | 1969年12月27日 | 64   | 旧群馬3区 | 自由民主党 | 9万9466票  | 27.39% | 4    | 2/7                | /                            |
| 当   | 第33回衆議院議員総選挙 | 1972年12月10日 | 67   | 旧群馬3区 | 自由民主党 | 17万8281票 | 46.20% | 4    | 1/5                | /                            |
| 当   | 第34回衆議院議員総選挙 | 1976年12月05日 | 71   | 旧群馬3区 | 自由民主党 | 14万8736票 | 36.30% | 4    | 1/6                | /                            |
| 当   | 第35回衆議院議員総選挙 | 1979年10月07日 | 74   | 旧群馬3区 | 自由民主党 | 12万2542票 | 30.24% | 4    | 1/6                | /                            |
| 当   | 第36回衆議院議員総選挙 | 1980年06月22日 | 75   | 旧群馬3区 | 自由民主党 | 12万8542票 | 31.55% | 4    | 1/6                | /                            |
| 当   | 第37回衆議院議員総選挙 | 1983年12月18日 | 78   | 旧群馬3区 | 自由民主党 | 12万9100票 | 32.93% | 4    | 1/5                | /                            |
| 当   | 第38回衆議院議員総選挙 | 1986年07月06日 | 81   | 旧群馬3区 | 自由民主党 | 12万500票  | 29.37% | 4    | 1/5                | /                            |

## 関係する人物や団体
- 日中協会
ライバルの田中角栄とともに役員を務めた[27]。
- 統一教会・国際勝共連合
大蔵大臣在任中だった1974年（昭和49年）5月7日に、東京の帝国ホテルで開かれた、世界基督教統一神霊協会（統一教会、統一協会）の教祖、文鮮明の講演会「『希望の日』晩餐会」（名誉実行委員長は岸信介元総理）に同僚議員の誘いで参加し、「アジアの偉大な指導者」と文鮮明を賛美[28]。様々な社会問題で批判のあった統一教会に賛同を示すことに問題はないのかなど、国会でも度々追及を受けたが、福田は「文鮮明の思想はよく知らないが、自分の日頃主張する“協調と連帯”という考えを述べていたのでよかったと感想を言っただけ」、「パーティーや宴会ではちょっと輪をかけて話すんです。そのような環境のもとにおいて話したことで、そんなものを一々取り上げてそれを御質問されても、お答えすることはできない」という旨の弁明をした[29]。そして、福田は発言の内容について、「当時の記録がございますからよくごらんください」と述べていたが、衆議院の法務委員会で日本社会党の西宮弘が資料を要求したら、上村千一郎委員長からあいさつだから、原稿なしでやったのだから、記録があるはずがないという趣旨の報告がなされた[30]。
勝共連合については国会で「勝共連合が反共を旗印にしておる、そういう点に着目いたしまして自由民主党と勝共連合が協力的側面を持っておったということは、これは御理解願えると思う」、「余り勝共連合の中身につきましては承知しませんけれども、共産主義反対というたてまえについて共感を覚えている」と述べ、勝共連合の外国為替法違反や詐欺に該当するような資金獲得活動などの反社会的な問題を指摘された際は「そう悪いことを一般的にしておるというような認識でございませんので、一般的に調査するということは考えません」と答弁。関係を断ったらどうかとの問いには「勝共連合についていままで持っておる認識に立つと、手を切るというような問題は起こり得ざることである」旨の見解を述べた[31]。

- 児玉誉士夫らと並ぶ「戦後最大級のフィクサー」と称された大谷貴義との親交が深く、「福田の影に大谷あり」といわれた。政財界とアンダーグラウンドの世界に隠然たる力を持ち、裏千家とも姻戚関係にあった大谷は、福田を首相にすべく、毎年代々木上原の千坪の豪邸に政財界の要人を招き、茶会を催していた。大谷の長女享子が、裏千家14世千宗室の子息・巳津彦と結婚した際には、作家の吉川英治夫妻と共に、福田夫妻が媒酌人を務めた。また、1991年（平成3年）5月に大谷が逝去した際には、葬儀委員長も務めている[要出典]。
- WWF（現WWE）格闘技世界ヘビー級チャンピオンアントニオ猪木を公私に渡り可愛がり、自身が媒酌人を務めた堤義明がオーナーたる日本プロ野球・パリーグ球団、西武ライオンズの初代名誉会長にも就任し1979年（昭和54年）4月西武ライオンズ球場初の公式戦で始球式を担当するなどプロスポーツ界との縁も深かった。
- 新日本プロレス
特に新間寿の贔屓筋としてプロレスファンの間で有名であり、イギリスの税金の未払いがあった佐山聡をロンドンの日本大使館とイギリス政府との間の外交交渉で日本に帰国できるようにした[32]り、試合中に図らずも一般人との間にトラブルを起こして警察に逮捕されたスタン・ハンセンを早期に釈放させた[33]りと、様々な取り成しを行った。
- 1987年 （昭和62年）、安倍晋三と電通社員の松崎昭恵の媒酌人を務めた。
- 1988年 （昭和63年）、かねてから親交のあった中華民国総統の蔣経国が亡くなった際に、政府特使として葬儀に参列した。同年、 日本棋院から大倉賞を受賞した。
- 1989年 （平成元年）、元陸軍中将の鈴木貞一が亡くなった際の葬儀委員長を務めた。
- 1993年 （平成5年）、政敵であった田中角栄が12月16日に死去した際は、「計らずも政界では二人争うことになったが、個人的には良好な関係であった。誠に残念だ」とコメントを残した（筑紫哲也 NEWS23より）。

## エピソード
20代で務めた下京税務署長時代は京都の祇園の舞妓や芸者から大モテで、その後も花街の芸者たちが“福田落とし”にチャレンジしたが、福田を落とせる者はついに現れなかったという。
田中角栄が倒れ、田中真紀子によって早坂茂三が田中事務所を退所した挨拶状を送ったところ、真っ先に直筆で激励の手紙が届いた。福田事務所に御礼の挨拶に出向き懇談した夜、複数の政治記者が早坂宛に電話してきた。福田は記者の前で、「きょう早坂君が挨拶に来てくれた。彼は肝心なことを何もしゃべらなかった」と言った。秘書にとって重要なことは主人の秘密を他人に言わないことだが、早坂は最後まで優秀な秘書だったと、福田なりの表現で記者の前で称えたのだった。早坂は親分のライバルだった福田がくれた秘書としての勲章に感激したという。
阿部眞之助の死去に伴い、「日本恐妻協会」会長を打診されたが、「わが輩は“恐妻”ではなく“敬妻”なんだ。敬妻協会なら引き受けてもいいが」と辞退した。実際、大物政治家にはつきものの妾や愛人の噂も福田に限っては全く無かった。
前述のように政界進出前の大蔵省局長時代に収賄罪での逮捕歴があったため、金銭の取り扱いにはとりわけ慎重になっていた。特に角福戦争においては両者の使った金額に数十倍もの差があると言われていた。秘蔵っ子と呼ばれるほどかわいがられ、福田内閣でも官房副長官（政務担当）も務めた森喜朗も回顧録の中で「当時の派閥領袖の中で一番金払いが悪かったのは福田先生だった。挨拶に行っても餅代すらくれなかった。」と述べている。

## 栄典
- 1995年（平成7年）7月5日:正二位、大勲位菊花大綬章

## 家族・親族
- 父 - 福田善治（政治家・元金古町長）
- 兄 - 平四郎（政治家・元金古町長）
- 弟 - 宏一（政治家）
- 妻 - 三枝（1912年2月14日生[36]、群馬県、新井文夫三女、元大審院判事新井善教の孫娘）[注釈 9]
- 長女 - 和子（1934年3月31日生[36]、官僚、政治家越智通雄に嫁する）
- 長男 - 康夫（丸善石油社員[36]、政治家・首相）
- 次男 - 征夫（1939年1月2日生、早大政経学部卒[36]、群馬県の伊香保温泉横手館の横手家へ養子入り）[37]
- 三男 - 恒夫(1943年7月26日生、早大政経学部卒[36])
- 二女 玲子(1946年8月3日生、大蔵省官僚松谷明彦妻[36])
- 孫 - 越智隆雄（銀行員、政治家）、福田達夫（政治家、総理大臣政務秘書官）、綾子[38]・悦子[39] など
- その他の親戚 - 櫻内幸雄（実業家、政治家）、櫻内乾雄（実業家・元中国電力会長）、櫻内義雄（政治家・元衆議院議長）、山崎種二（実業家）など

親子2代の首相就任は、史上初めての例となった。
- 福田氏

```
　太田清蔵━━━太田清之助
　　　　　　　　　　┣━━━太田誠一
　　　　　　┏━━俊子
　　　　　　┃
　　　　　　┣櫻内乾雄
┏櫻内幸雄━┫
┃　　　　　┣櫻内義雄
┗櫻内辰郎　┃　　　　　　　　斎藤明
　　　　　　┗━━淑子　　　　　┃
　　　　　　　　　　┃　　　┏富佐子
　　　　　　　　　　┃　　　┃　　　　　　　　　
　　　　　　　　嶺駒夫━━━┻貴代子　┏福田達夫━━男　　　　　　
　　　　　　　　　　　　　　　　┣━━╋男
　　　　　　　　　　　　　┏福田康夫　┗女
　　　　　　　　　　　　　┃
　　　　　　┏福田平四郎　┣和子
　　　　　　┃　　　　　　┃　┣━━━越智隆雄 千野志麻
　福田善治━╋福田赳夫━━┫越智通雄           ┃
　　　　　　┃　　　　　　┃           ┏横手真一
　　　　　　┗福田宏一　　┣横手征夫━ ┫ 
　　　　　　　　　　　　　┣恒夫　　　 ┗横手誠二
　　　　　　　　　　　　　┗玲子　　　
　　　　　　　　　　　　　　┃        
　　　　　　　　　　　　　松谷明彦

```

## 関連作品
映画
- 『小説吉田学校』（1983年、演：橋爪功）

モデルとした人物が登場する映画
- 『華麗なる一族』（1974年、演：小沢栄太郎）※役名は永田（大蔵大臣）

テレビ番組
- 『密約 外務省機密漏洩事件』（1978年、演：近松敏夫）
- 『総理の密使』（2011年、演：志賀廣太郎）
- 『金曜プレミアム・政治の面白いトコロ集めました。加藤浩次vs政治家』（2018年3月23日、演：石井正則）

モデルとした人物が登場するテレビドラマ
- 『華麗なる一族（1974年版）』（1974年、演：山形勲）※役名は永田大蔵大臣
- 『華麗なる一族（2007年版）』（2007年、演：津川雅彦）※役名は永田大蔵大臣
- 『運命の人』（2012年、演：笹野高史）※役名は福出赳雄
- 『沈まぬ太陽』（2016年、演：伊武雅刀）※役名は永田
- 『華麗なる一族（2021年版）』（2021年、演：石坂浩二）※役名は永田大蔵大臣

モデルとした人物が登場するアニメ映画
- 『カッくんカフェ』（1984年、演：納谷悟朗）※テレビアニメ(劇場用アニメ)。役名はフクちゃん